# Amazaspes II Mamicônio
Amazaspes II Mamicônio (em latim: Amazaspes; em grego: Αμαζάσπης; romaniz.: Amazáspēs; em armênio: Համազասպ; romaniz.: Hamazasp) foi um armênio do século VI.

## Nome
Amazaspes (Αμαζάσπης, Amazáspēs) ou Amazaspo (Amazaspus; Αμαζάσπος, Amazáspos) são as formas latina e grega do persa médio Hamazaspe (*Hamazāsp) que, em última análise, deriva do persa antigo Hamazaspa (Hamāzāspa). Embora a etimologia precisa de *Hamazāsp/Hamāzāspa permaneça sem solução, pode ser explicada através do avéstico *hamāza-, "colisão/confronto" + aspa-, "cavalo", ou seja, "aquele que possuía corcéis de guerra". Foi registrado em armênio (Համազասպ, Hamazasp) e georgiano (em georgiano: ამაზასპ, Amazasp’) como Hamazaspe.

## Vida
Amazaspes aparece em 555, como primeiro assinante do Segundo Concílio de Dúbio. Isso, de acordo com Christian Settipani, indica que era príncipe mais relevante da família Mamicônio naquela época e pensa que Amazaspes era filho de Guguarão, neto de Amazaspiano II e bisneto de Amazaspes I. Cyril Toumanoff, porém, considera-o um simples membro da família e Guguarão como descendente distante de Artavasdes, filho de Vache II.